# Tour de los Alpes 2023
La 46.ª edición de la competición ciclista Tour de los Alpes fue una carrera de ciclismo en ruta por etapas que se celebró entre el 17 y el 21 de abril de 2023 en Italia y Austria con inicio en la ciudad austríaca de Rattenberg y final en la ciudad italiana de Brunico, sobre una distancia total de 752,6 kilómetros.
La carrera formó parte del del UCI ProSeries 2023, calendario ciclístico mundial de segunda división, dentro de la categoría UCI 2.Pro y fue ganada por el británico Tao Geoghegan Hart del INEOS Grenadiers. Completaron el podio, como segundo y tercer clasificado respectivamente, el también británico Hugh Carthy del EF Education-EasyPost y el australiano Jack Haig del Bahrain Victorious.

## Equipos participantes
Tomaron parte en la carrera 19 equipos: 8 de categoría UCI WorldTeam invitados por la organización, 9 de categoría UCI ProTeam, uno de categoría Continental y la selección nacional austríaca. Formaron así un pelotón de 128 ciclistas de los que acabaron 74. Los equipos participantes fueron:
| WorldTeams (8)- AG2R Citroën Team - Astana Qazaqstan Team - Bahrain Victorious - Bora-Hansgrohe - EF Education-EasyPost - Ineos Grenadiers - Movistar Team - Team DSM ProTeams (9)- Caja Rural-Seguros RGA - Eolo-Kometa - Equipo Kern Pharma - Euskaltel-Euskadi - Green Project-Bardiani CSF-Faizanè - Israel-Premier Tech - Q36.5 Pro Cycling Team - Team Corratec - Uno-X Pro Cycling Team Equipo continental- Trinity Racing Equipo nacional- Austria |
| |

## Recorrido
El Tour de los Alpes dispuso de cinco etapas dividido en tres etapas de media montaña y dos etapa de alta montaña, para un recorrido total de 752,6 kilómetros.
| Etapa     | Fecha     | Recorrido                   | type                   | Distancia (km) | Desnivel (m) | Ganador            | Líder              |
| --------- | --------- | --------------------------- | ---------------------- | -------------- | ------------ | ------------------ | ------------------ |
| 1.ª etapa | 17 de abr | Rattenberg – Alpbach        | etapa de media montaña | 127,5          | 2573 m       | Tao Geoghegan Hart | Tao Geoghegan Hart |
| 2.ª etapa | 18 de abr | Reith im Alpbachtal – Renon | etapa de media montaña | 165,2          | 2882 m       | Tao Geoghegan Hart | Tao Geoghegan Hart |
| 3.ª etapa | 19 de abr | Renon – Brentonico          | etapa de montaña       | 162,5          | 2793 m       | Lennard Kämna      | Tao Geoghegan Hart |
| 4.ª etapa | 20 de abr | Rovereto – Predazzo         | etapa de montaña       | 152,9          | 4011 m       | Gregor Mühlberger  | Tao Geoghegan Hart |
| 5.ª etapa | 21 de abr | Cavalese – Brunico          | etapa de media montaña | 144,5          | 2933 m       | Simon Carr         | Tao Geoghegan Hart |

## Desarrollo de la carrera

### 1.ª etapa
| Rattenberg - Alpbach | etapa de media montaña | (127,5 km) |

| \| Clasificación de la etapa \| Clasificación de la etapa \| Clasificación de la etapa \| Clasificación de la etapa \| Clasificación de la etapa \| \| Ciclista \| Ciclista \| Equipo \| Tiempo \| \| \| ------------------------- \| ------------------------- \| ------------------------- \| ------------------------- \| ------------------------- \| \| 1.º \| Tao Geoghegan Hart \| Ineos Grenadiers \| 3 h 18 min 00 s \| \| \| 2.º \| Felix Gall \| AG2R Citroën Team \| + 2 s \| \| \| 3.º \| Hugh Carthy \| EF Education-EasyPost \| + 4 s \| \| \| 4.º \| Iván Ramiro Sosa \| Movistar Team \| + 6 s \| \| \| 5.º \| Aleksandr Vlásov \| Bora-Hansgrohe \| + 6 s \| \| \| 6.º \| Pavel Sivakov \| Ineos Grenadiers \| + 6 s \| \| \| 7.º \| Lorenzo Fortunato \| Eolo-Kometa \| + 10 s \| \| \| 8.º \| Lennard Kämna \| Bora-Hansgrohe \| + 10 s \| \| \| 9.º \| Santiago Buitrago \| Bahrain Victorious \| + 10 s \| \| \| 10.º \| Jack Haig \| Bahrain Victorious \| + 14 s \| \| |                    |                       |                 |
| |                    |                       |                 |
| Fuente: ProCyclingStats |                    |                       |                 |
| Clasificación de la etapa |                    |                       |                 |
| Ciclista | Ciclista           | Equipo                | Tiempo          |
| 1.º | Tao Geoghegan Hart | Ineos Grenadiers      | 3 h 18 min 00 s |
| 2.º | Felix Gall         | AG2R Citroën Team     | + 2 s           |
| 3.º | Hugh Carthy        | EF Education-EasyPost | + 4 s           |
| 4.º | Iván Ramiro Sosa   | Movistar Team         | + 6 s           |
| 5.º | Aleksandr Vlásov   | Bora-Hansgrohe        | + 6 s           |
| 6.º | Pavel Sivakov      | Ineos Grenadiers      | + 6 s           |
| 7.º | Lorenzo Fortunato  | Eolo-Kometa           | + 10 s          |
| 8.º | Lennard Kämna      | Bora-Hansgrohe        | + 10 s          |
| 9.º | Santiago Buitrago  | Bahrain Victorious    | + 10 s          |
| 10.º | Jack Haig          | Bahrain Victorious    | + 14 s          |

| \| Clasificación general \| Clasificación general \| Clasificación general \| Clasificación general \| Clasificación general \| \| Ciclista \| Ciclista \| Equipo \| Tiempo \| \| \| --------------------- \| --------------------- \| --------------------- \| --------------------- \| --------------------- \| \| 1.º \| Tao Geoghegan Hart \| Ineos Grenadiers \| 3 h 17 min 50 s \| \| \| 2.º \| Felix Gall \| AG2R Citroën Team \| + 6 s \| \| \| 3.º \| Hugh Carthy \| EF Education-EasyPost \| + 10 s \| \| \| 4.º \| Iván Ramiro Sosa \| Movistar Team \| + 16 s \| \| \| 5.º \| Aleksandr Vlásov \| Bora-Hansgrohe \| + 16 s \| \| \| 6.º \| Pavel Sivakov \| Ineos Grenadiers \| + 16 s \| \| \| 7.º \| Lorenzo Fortunato \| Eolo-Kometa \| + 20 s \| \| \| 8.º \| Lennard Kämna \| Bora-Hansgrohe \| + 20 s \| \| \| 9.º \| Santiago Buitrago \| Bahrain Victorious \| + 20 s \| \| \| 10.º \| Jack Haig \| Bahrain Victorious \| + 24 s \| \| |                    |                       |                 |
| |                    |                       |                 |
| Fuente: ProCyclingStats |                    |                       |                 |
| Clasificación general |                    |                       |                 |
| Ciclista | Ciclista           | Equipo                | Tiempo          |
| 1.º | Tao Geoghegan Hart | Ineos Grenadiers      | 3 h 17 min 50 s |
| 2.º | Felix Gall         | AG2R Citroën Team     | + 6 s           |
| 3.º | Hugh Carthy        | EF Education-EasyPost | + 10 s          |
| 4.º | Iván Ramiro Sosa   | Movistar Team         | + 16 s          |
| 5.º | Aleksandr Vlásov   | Bora-Hansgrohe        | + 16 s          |
| 6.º | Pavel Sivakov      | Ineos Grenadiers      | + 16 s          |
| 7.º | Lorenzo Fortunato  | Eolo-Kometa           | + 20 s          |
| 8.º | Lennard Kämna      | Bora-Hansgrohe        | + 20 s          |
| 9.º | Santiago Buitrago  | Bahrain Victorious    | + 20 s          |
| 10.º | Jack Haig          | Bahrain Victorious    | + 24 s          |

### 2.ª etapa
| Reith im Alpbachtal - Renon | etapa de media montaña | (165,2 km) |

| \| Clasificación de la etapa \| Clasificación de la etapa \| Clasificación de la etapa \| Clasificación de la etapa \| Clasificación de la etapa \| \| Ciclista \| Ciclista \| Equipo \| Tiempo \| \| \| ------------------------- \| ------------------------- \| ------------------------- \| ------------------------- \| ------------------------- \| \| 1.º \| Tao Geoghegan Hart \| Ineos Grenadiers \| 3 h 57 min 42 s \| \| \| 2.º \| Jack Haig \| Bahrain Victorious \| + 0 s \| \| \| 3.º \| Santiago Buitrago \| Bahrain Victorious \| + 2 s \| \| \| 4.º \| Pavel Sivakov \| Ineos Grenadiers \| + 2 s \| \| \| 5.º \| Lorenzo Fortunato \| Eolo-Kometa \| + 2 s \| \| \| 6.º \| Hugh Carthy \| EF Education-EasyPost \| + 2 s \| \| \| 7.º \| Iván Ramiro Sosa \| Movistar Team \| + 2 s \| \| \| 8.º \| Alexander Cepeda \| EF Education-EasyPost \| + 2 s \| \| \| 9.º \| Aurélien Paret-Peintre \| AG2R Citroën Team \| + 29 s \| \| \| 10.º \| Lennard Kämna \| Bora-Hansgrohe \| + 29 s \| \| |                        |                       |                 |
| |                        |                       |                 |
| Fuente: ProCyclingStats |                        |                       |                 |
| Clasificación de la etapa |                        |                       |                 |
| Ciclista | Ciclista               | Equipo                | Tiempo          |
| 1.º | Tao Geoghegan Hart     | Ineos Grenadiers      | 3 h 57 min 42 s |
| 2.º | Jack Haig              | Bahrain Victorious    | + 0 s           |
| 3.º | Santiago Buitrago      | Bahrain Victorious    | + 2 s           |
| 4.º | Pavel Sivakov          | Ineos Grenadiers      | + 2 s           |
| 5.º | Lorenzo Fortunato      | Eolo-Kometa           | + 2 s           |
| 6.º | Hugh Carthy            | EF Education-EasyPost | + 2 s           |
| 7.º | Iván Ramiro Sosa       | Movistar Team         | + 2 s           |
| 8.º | Alexander Cepeda       | EF Education-EasyPost | + 2 s           |
| 9.º | Aurélien Paret-Peintre | AG2R Citroën Team     | + 29 s          |
| 10.º | Lennard Kämna          | Bora-Hansgrohe        | + 29 s          |

| \| Clasificación general \| Clasificación general \| Clasificación general \| Clasificación general \| Clasificación general \| \| Ciclista \| Ciclista \| Equipo \| Tiempo \| \| \| --------------------- \| --------------------- \| --------------------- \| --------------------- \| --------------------- \| \| 1.º \| Tao Geoghegan Hart \| Ineos Grenadiers \| 7 h 15 min 22 s \| \| \| 2.º \| Felix Gall \| AG2R Citroën Team \| + 16 s \| \| \| 3.º \| Hugh Carthy \| EF Education-EasyPost \| + 22 s \| \| \| 4.º \| Pavel Sivakov \| Ineos Grenadiers \| + 28 s \| \| \| 5.º \| Iván Ramiro Sosa \| Movistar Team \| + 28 s \| \| \| 6.º \| Jack Haig \| Bahrain Victorious \| + 28 s \| \| \| 7.º \| Santiago Buitrago \| Bahrain Victorious \| + 30 s \| \| \| 8.º \| Lorenzo Fortunato \| Eolo-Kometa \| + 32 s \| \| \| 9.º \| Alexander Cepeda \| EF Education-EasyPost \| + 40 s \| \| \| 10.º \| Aleksandr Vlásov \| Bora-Hansgrohe \| + 55 s \| \| |                    |                       |                 |
| |                    |                       |                 |
| Fuente: ProCyclingStats |                    |                       |                 |
| Clasificación general |                    |                       |                 |
| Ciclista | Ciclista           | Equipo                | Tiempo          |
| 1.º | Tao Geoghegan Hart | Ineos Grenadiers      | 7 h 15 min 22 s |
| 2.º | Felix Gall         | AG2R Citroën Team     | + 16 s          |
| 3.º | Hugh Carthy        | EF Education-EasyPost | + 22 s          |
| 4.º | Pavel Sivakov      | Ineos Grenadiers      | + 28 s          |
| 5.º | Iván Ramiro Sosa   | Movistar Team         | + 28 s          |
| 6.º | Jack Haig          | Bahrain Victorious    | + 28 s          |
| 7.º | Santiago Buitrago  | Bahrain Victorious    | + 30 s          |
| 8.º | Lorenzo Fortunato  | Eolo-Kometa           | + 32 s          |
| 9.º | Alexander Cepeda   | EF Education-EasyPost | + 40 s          |
| 10.º | Aleksandr Vlásov   | Bora-Hansgrohe        | + 55 s          |

### 3.ª etapa
| Renon - Brentonico | etapa de montaña | (162,5 km) |

| \| Clasificación de la etapa \| Clasificación de la etapa \| Clasificación de la etapa \| Clasificación de la etapa \| Clasificación de la etapa \| \| Ciclista \| Ciclista \| Equipo \| Tiempo \| \| \| ------------------------- \| ------------------------- \| ------------------------- \| ------------------------- \| ------------------------- \| \| 1.º \| Lennard Kämna \| Bora-Hansgrohe \| 4 h 06 min 13 s \| \| \| 2.º \| Aleksandr Vlásov \| Bora-Hansgrohe \| + 4 s \| \| \| 3.º \| Alexander Cepeda \| EF Education-EasyPost \| + 4 s \| \| \| 4.º \| Tao Geoghegan Hart \| Ineos Grenadiers \| + 4 s \| \| \| 5.º \| Jack Haig \| Bahrain Victorious \| + 4 s \| \| \| 6.º \| Hugh Carthy \| EF Education-EasyPost \| + 4 s \| \| \| 7.º \| Lorenzo Fortunato \| Eolo-Kometa \| + 10 s \| \| \| 8.º \| Matthew Riccitello \| Israel-Premier Tech \| + 32 s \| \| \| 9.º \| Max Poole \| Team DSM \| + 32 s \| \| \| 10.º \| Pavel Sivakov \| Ineos Grenadiers \| + 32 s \| \| |                    |                       |                 |
| |                    |                       |                 |
| Fuente: ProCyclingStats |                    |                       |                 |
| Clasificación de la etapa |                    |                       |                 |
| Ciclista | Ciclista           | Equipo                | Tiempo          |
| 1.º | Lennard Kämna      | Bora-Hansgrohe        | 4 h 06 min 13 s |
| 2.º | Aleksandr Vlásov   | Bora-Hansgrohe        | + 4 s           |
| 3.º | Alexander Cepeda   | EF Education-EasyPost | + 4 s           |
| 4.º | Tao Geoghegan Hart | Ineos Grenadiers      | + 4 s           |
| 5.º | Jack Haig          | Bahrain Victorious    | + 4 s           |
| 6.º | Hugh Carthy        | EF Education-EasyPost | + 4 s           |
| 7.º | Lorenzo Fortunato  | Eolo-Kometa           | + 10 s          |
| 8.º | Matthew Riccitello | Israel-Premier Tech   | + 32 s          |
| 9.º | Max Poole          | Team DSM              | + 32 s          |
| 10.º | Pavel Sivakov      | Ineos Grenadiers      | + 32 s          |

| \| Clasificación general \| Clasificación general \| Clasificación general \| Clasificación general \| Clasificación general \| \| Ciclista \| Ciclista \| Equipo \| Tiempo \| \| \| --------------------- \| --------------------- \| --------------------- \| --------------------- \| --------------------- \| \| 1.º \| Tao Geoghegan Hart \| Ineos Grenadiers \| 11 h 21 min 39 s \| \| \| 2.º \| Hugh Carthy \| EF Education-EasyPost \| + 22 s \| \| \| 3.º \| Jack Haig \| Bahrain Victorious \| + 28 s \| \| \| 4.º \| Alexander Cepeda \| EF Education-EasyPost \| + 36 s \| \| \| 5.º \| Lorenzo Fortunato \| Eolo-Kometa \| + 38 s \| \| \| 6.º \| Lennard Kämna \| Bora-Hansgrohe \| + 45 s \| \| \| 7.º \| Aleksandr Vlásov \| Bora-Hansgrohe \| + 49 s \| \| \| 8.º \| Pavel Sivakov \| Ineos Grenadiers \| + 56 s \| \| \| 9.º \| Santiago Buitrago \| Bahrain Victorious \| + 58 s \| \| \| 10.º \| Felix Gall \| AG2R Citroën Team \| + 1 min 20 s \| \| |                    |                       |                  |
| |                    |                       |                  |
| Fuente: ProCyclingStats |                    |                       |                  |
| Clasificación general |                    |                       |                  |
| Ciclista | Ciclista           | Equipo                | Tiempo           |
| 1.º | Tao Geoghegan Hart | Ineos Grenadiers      | 11 h 21 min 39 s |
| 2.º | Hugh Carthy        | EF Education-EasyPost | + 22 s           |
| 3.º | Jack Haig          | Bahrain Victorious    | + 28 s           |
| 4.º | Alexander Cepeda   | EF Education-EasyPost | + 36 s           |
| 5.º | Lorenzo Fortunato  | Eolo-Kometa           | + 38 s           |
| 6.º | Lennard Kämna      | Bora-Hansgrohe        | + 45 s           |
| 7.º | Aleksandr Vlásov   | Bora-Hansgrohe        | + 49 s           |
| 8.º | Pavel Sivakov      | Ineos Grenadiers      | + 56 s           |
| 9.º | Santiago Buitrago  | Bahrain Victorious    | + 58 s           |
| 10.º | Felix Gall         | AG2R Citroën Team     | + 1 min 20 s     |

### 4.ª etapa
| Rovereto - Predazzo | etapa de montaña | (152,9 km) |

| \| Clasificación de la etapa \| Clasificación de la etapa \| Clasificación de la etapa \| Clasificación de la etapa \| Clasificación de la etapa \| \| Ciclista \| Ciclista \| Equipo \| Tiempo \| \| \| ------------------------- \| ---------------------------- \| ---------------------------------- \| ------------------------- \| ------------------------- \| \| 1.º \| Gregor Mühlberger \| Movistar Team \| 4 h 16 min 53 s \| \| \| 2.º \| Torstein Træen \| Uno-X Pro Cycling Team \| + 0 s \| \| \| 3.º \| Giulio Pellizzari \| Green Project-Bardiani CSF-Faizanè \| + 0 s \| \| \| 4.º \| Patrick Konrad \| Bora-Hansgrohe \| + 40 s \| \| \| 5.º \| Stefan de Bod \| EF Education-EasyPost \| + 40 s \| \| \| 6.º \| Óscar Rodríguez Garaicoechea \| Movistar Team \| + 40 s \| \| \| 7.º \| Marco Frigo \| Israel-Premier Tech \| + 40 s \| \| \| 8.º \| Geoffrey Bouchard \| AG2R Citroën Team \| + 40 s \| \| \| 9.º \| Mark Donovan \| Q36.5 Pro Cycling Team \| + 40 s \| \| \| 10.º \| Antonio Pedrero \| Movistar Team \| + 40 s \| \| |                              |                                    |                 |
| |                              |                                    |                 |
| Fuente: ProCyclingStats |                              |                                    |                 |
| Clasificación de la etapa |                              |                                    |                 |
| Ciclista | Ciclista                     | Equipo                             | Tiempo          |
| 1.º | Gregor Mühlberger            | Movistar Team                      | 4 h 16 min 53 s |
| 2.º | Torstein Træen               | Uno-X Pro Cycling Team             | + 0 s           |
| 3.º | Giulio Pellizzari            | Green Project-Bardiani CSF-Faizanè | + 0 s           |
| 4.º | Patrick Konrad               | Bora-Hansgrohe                     | + 40 s          |
| 5.º | Stefan de Bod                | EF Education-EasyPost              | + 40 s          |
| 6.º | Óscar Rodríguez Garaicoechea | Movistar Team                      | + 40 s          |
| 7.º | Marco Frigo                  | Israel-Premier Tech                | + 40 s          |
| 8.º | Geoffrey Bouchard            | AG2R Citroën Team                  | + 40 s          |
| 9.º | Mark Donovan                 | Q36.5 Pro Cycling Team             | + 40 s          |
| 10.º | Antonio Pedrero              | Movistar Team                      | + 40 s          |

| \| Clasificación general \| Clasificación general \| Clasificación general \| Clasificación general \| Clasificación general \| \| Ciclista \| Ciclista \| Equipo \| Tiempo \| \| \| --------------------- \| --------------------- \| --------------------- \| --------------------- \| --------------------- \| \| 1.º \| Tao Geoghegan Hart \| Ineos Grenadiers \| 15 h 41 min 54 s \| \| \| 2.º \| Hugh Carthy \| EF Education-EasyPost \| + 22 s \| \| \| 3.º \| Jack Haig \| Bahrain Victorious \| + 28 s \| \| \| 4.º \| Alexander Cepeda \| EF Education-EasyPost \| + 36 s \| \| \| 5.º \| Lorenzo Fortunato \| Eolo-Kometa \| + 38 s \| \| \| 6.º \| Lennard Kämna \| Bora-Hansgrohe \| + 45 s \| \| \| 7.º \| Aleksandr Vlásov \| Bora-Hansgrohe \| + 49 s \| \| \| 8.º \| Pavel Sivakov \| Ineos Grenadiers \| + 56 s \| \| \| 9.º \| Santiago Buitrago \| Bahrain Victorious \| + 58 s \| \| \| 10.º \| Felix Gall \| AG2R Citroën Team \| + 1 min 20 s \| \| |                    |                       |                  |
| |                    |                       |                  |
| Fuente: ProCyclingStats |                    |                       |                  |
| Clasificación general |                    |                       |                  |
| Ciclista | Ciclista           | Equipo                | Tiempo           |
| 1.º | Tao Geoghegan Hart | Ineos Grenadiers      | 15 h 41 min 54 s |
| 2.º | Hugh Carthy        | EF Education-EasyPost | + 22 s           |
| 3.º | Jack Haig          | Bahrain Victorious    | + 28 s           |
| 4.º | Alexander Cepeda   | EF Education-EasyPost | + 36 s           |
| 5.º | Lorenzo Fortunato  | Eolo-Kometa           | + 38 s           |
| 6.º | Lennard Kämna      | Bora-Hansgrohe        | + 45 s           |
| 7.º | Aleksandr Vlásov   | Bora-Hansgrohe        | + 49 s           |
| 8.º | Pavel Sivakov      | Ineos Grenadiers      | + 56 s           |
| 9.º | Santiago Buitrago  | Bahrain Victorious    | + 58 s           |
| 10.º | Felix Gall         | AG2R Citroën Team     | + 1 min 20 s     |

### 5.ª etapa
| Cavalese - Brunico | etapa de media montaña | (144,5 km) |

| \| Clasificación de la etapa \| Clasificación de la etapa \| Clasificación de la etapa \| Clasificación de la etapa \| Clasificación de la etapa \| \| Ciclista \| Ciclista \| Equipo \| Tiempo \| \| \| ------------------------- \| ------------------------- \| ---------------------------------- \| ------------------------- \| ------------------------- \| \| 1.º \| Simon Carr \| EF Education-EasyPost \| 3 h 43 min 28 s \| \| \| 2.º \| Georg Steinhauser \| EF Education-EasyPost \| + 53 s \| \| \| 3.º \| Matteo Fabbro \| Bora-Hansgrohe \| + 53 s \| \| \| 4.º \| Florian Lipowitz \| Bora-Hansgrohe \| + 55 s \| \| \| 5.º \| Johannes Kulset \| Uno-X DARE Development \| + 1 min 21 s \| \| \| 6.º \| Luca Covili \| Green Project-Bardiani CSF-Faizanè \| + 2 min 09 s \| \| \| 7.º \| Geoffrey Bouchard \| AG2R Citroën Team \| + 2 min 40 s \| \| \| 8.º \| Txomin Juaristi \| Euskaltel-Euskadi \| + 2 min 40 s \| \| \| 9.º \| Valentin Paret-Peintre \| AG2R Citroën Team \| + 2 min 50 s \| \| \| 10.º \| Andrea Vendrame \| AG2R Citroën Team \| + 3 min 00 s \| \| |                        |                                    |                 |
| |                        |                                    |                 |
| Fuente: ProCyclingStats |                        |                                    |                 |
| Clasificación de la etapa |                        |                                    |                 |
| Ciclista | Ciclista               | Equipo                             | Tiempo          |
| 1.º | Simon Carr             | EF Education-EasyPost              | 3 h 43 min 28 s |
| 2.º | Georg Steinhauser      | EF Education-EasyPost              | + 53 s          |
| 3.º | Matteo Fabbro          | Bora-Hansgrohe                     | + 53 s          |
| 4.º | Florian Lipowitz       | Bora-Hansgrohe                     | + 55 s          |
| 5.º | Johannes Kulset        | Uno-X DARE Development             | + 1 min 21 s    |
| 6.º | Luca Covili            | Green Project-Bardiani CSF-Faizanè | + 2 min 09 s    |
| 7.º | Geoffrey Bouchard      | AG2R Citroën Team                  | + 2 min 40 s    |
| 8.º | Txomin Juaristi        | Euskaltel-Euskadi                  | + 2 min 40 s    |
| 9.º | Valentin Paret-Peintre | AG2R Citroën Team                  | + 2 min 50 s    |
| 10.º | Andrea Vendrame        | AG2R Citroën Team                  | + 3 min 00 s    |

## Clasificaciones finales
- Las clasificaciones finalizaron de la siguiente forma:[4]

### Clasificación general
| \| Clasificación general \| Clasificación general \| Clasificación general \| Clasificación general \| Clasificación general \| \| Ciclista \| Ciclista \| Equipo \| Tiempo \| \| \| --------------------- \| --------------------- \| ---------------------- \| --------------------- \| --------------------- \| \| 1.º \| Tao Geoghegan Hart \| Ineos Grenadiers \| 19 h 29 min 50 s \| \| \| 2.º \| Hugh Carthy \| EF Education-EasyPost \| + 22 s \| \| \| 3.º \| Jack Haig \| Bahrain Victorious \| + 28 s \| \| \| 4.º \| Alexander Cepeda \| EF Education-EasyPost \| + 36 s \| \| \| 5.º \| Lorenzo Fortunato \| Eolo-Kometa \| + 38 s \| \| \| 6.º \| Lennard Kämna \| Bora-Hansgrohe \| + 45 s \| \| \| 7.º \| Pavel Sivakov \| Ineos Grenadiers \| + 56 s \| \| \| 8.º \| Santiago Buitrago \| Bahrain Victorious \| + 58 s \| \| \| 9.º \| Felix Gall \| AG2R Citroën Team \| + 1 min 20 s \| \| \| 10.º \| Torstein Træen \| Uno-X Pro Cycling Team \| + 1 min 34 s \| \| |                    |                        |                  |
| |                    |                        |                  |
| Fuente: ProCyclingStats |                    |                        |                  |
| Clasificación general |                    |                        |                  |
| Ciclista | Ciclista           | Equipo                 | Tiempo           |
| 1.º | Tao Geoghegan Hart | Ineos Grenadiers       | 19 h 29 min 50 s |
| 2.º | Hugh Carthy        | EF Education-EasyPost  | + 22 s           |
| 3.º | Jack Haig          | Bahrain Victorious     | + 28 s           |
| 4.º | Alexander Cepeda   | EF Education-EasyPost  | + 36 s           |
| 5.º | Lorenzo Fortunato  | Eolo-Kometa            | + 38 s           |
| 6.º | Lennard Kämna      | Bora-Hansgrohe         | + 45 s           |
| 7.º | Pavel Sivakov      | Ineos Grenadiers       | + 56 s           |
| 8.º | Santiago Buitrago  | Bahrain Victorious     | + 58 s           |
| 9.º | Felix Gall         | AG2R Citroën Team      | + 1 min 20 s     |
| 10.º | Torstein Træen     | Uno-X Pro Cycling Team | + 1 min 34 s     |

### Clasificación de la montaña
| Clasificación de la montaña | Clasificación de la montaña  | Clasificación de la montaña        | Clasificación de la montaña | Clasificación de la montaña |
| Ciclista                    | Ciclista                     | Equipo                             | Puntos                      |                             |
| --------------------------- | ---------------------------- | ---------------------------------- | --------------------------- | --------------------------- |
| 1.º                         | Sergio Samitier              | Movistar Team                      | 20 pts                      |                             |
| 2.º                         | Alexander Cepeda             | EF Education-EasyPost              | 12 pts                      |                             |
| 3.º                         | Lennard Kämna                | Bora-Hansgrohe                     | 10 pts                      |                             |
| 4.º                         | Antonio Pedrero              | Movistar Team                      | 10 pts                      |                             |
| 5.º                         | Óscar Rodríguez Garaicoechea | Movistar Team                      | 10 pts                      |                             |
| 6.º                         | Simon Carr                   | EF Education-EasyPost              | 9 pts                       |                             |
| 7.º                         | Luca Covili                  | Green Project-Bardiani CSF-Faizanè | 8 pts                       |                             |
| 8.º                         | Santiago Buitrago            | Bahrain Victorious                 | 6 pts                       |                             |
| 9.º                         | Giulio Pellizzari            | Green Project-Bardiani CSF-Faizanè | 6 pts                       |                             |
| 10.º                        | Jasha Sütterlin              | Bahrain Victorious                 | 6 pts                       |                             |

### Clasificación de los sprints (metas volantes)
| Clasificación de las metas volantes | Clasificación de las metas volantes | Clasificación de las metas volantes | Clasificación de las metas volantes | Clasificación de las metas volantes |
| Ciclista                            | Ciclista                            | Equipo                              | Puntos                              |                                     |
| ----------------------------------- | ----------------------------------- | ----------------------------------- | ----------------------------------- | ----------------------------------- |

### Clasificación de los jóvenes
| Clasificación del mejor joven | Clasificación del mejor joven | Clasificación del mejor joven      | Clasificación del mejor joven | Clasificación del mejor joven |
| Ciclista                      | Ciclista                      | Equipo                             | Tiempo                        |                               |
| ----------------------------- | ----------------------------- | ---------------------------------- | ----------------------------- | ----------------------------- |
| 1.º                           | Max Poole                     | Team DSM                           | 19 h 31 min 36 s              |                               |
| 2.º                           | Johannes Kulset               | Uno-X DARE Development             | + 1 min 18 s                  |                               |
| 3.º                           | Matthew Riccitello            | Israel-Premier Tech                | + 1 min 48 s                  |                               |
| 4.º                           | Finlay Pickering              | Trinity Racing                     | + 9 min 46 s                  |                               |
| 5.º                           | Georg Steinhauser             | EF Education-EasyPost              | + 13 min 02 s                 |                               |
| 6.º                           | Edoardo Zambanini             | Bahrain Victorious                 | + 13 min 07 s                 |                               |
| 7.º                           | Giulio Pellizzari             | Green Project-Bardiani CSF-Faizanè | + 15 min 43 s                 |                               |
| 8.º                           | Alex Tolio                    | Green Project-Bardiani CSF-Faizanè | + 21 min 53 s                 |                               |
| 9.º                           | Florian Lipowitz              | Bora-Hansgrohe                     | + 32 min 33 s                 |                               |
| 10.º                          | Valentin Paret-Peintre        | AG2R Citroën Team                  | + 32 min 37 s                 |                               |

### Clasificación por equipos
| Clasificación por equipos | Clasificación por equipos          | Clasificación por equipos | Clasificación por equipos |
| Equipo                    | Equipo                             | Tiempo                    |                           |
| ------------------------- | ---------------------------------- | ------------------------- | ------------------------- |
| 1.º                       | Bora-Hansgrohe                     | 58 h 28 min 15 s          |                           |
| 2.º                       | Ineos Grenadiers                   | + 6 min 00 s              |                           |
| 3.º                       | EF Education-EasyPost              | + 7 min 46 s              |                           |
| 4.º                       | Bahrain Victorious                 | + 9 min 50 s              |                           |
| 5.º                       | AG2R Citroën Team                  | + 13 min 57 s             |                           |
| 6.º                       | Israel-Premier Tech                | + 15 min 44 s             |                           |
| 7.º                       | Movistar Team                      | + 20 min 34 s             |                           |
| 8.º                       | Q36.5 Pro Cycling Team             | + 34 min 05 s             |                           |
| 9.º                       | Euskaltel-Euskadi                  | + 36 min 28 s             |                           |
| 10.º                      | Green Project-Bardiani CSF-Faizanè | + 37 min 28 s             |                           |

## Evolución de las clasificaciones
| Etapa                   |                         | Ganador _          | Clasificación general | Puntos             | Montaña           | Jóvenes   | Equipo           |
| ----------------------- | ----------------------- | ------------------ | --------------------- | ------------------ | ----------------- | --------- | ---------------- |
| 1.ª etapa               | etapa de media montaña  | Tao Geoghegan Hart | Tao Geoghegan Hart    | Tao Geoghegan Hart | Alexander Cepeda  | Max Poole | Ineos Grenadiers |
| 2.ª etapa               | etapa de media montaña  | Tao Geoghegan Hart | Tao Geoghegan Hart    | Tao Geoghegan Hart | Santiago Buitrago | Max Poole | Ineos Grenadiers |
| 3.ª etapa               | etapa de montaña        | Lennard Kämna      | Tao Geoghegan Hart    | Tao Geoghegan Hart | Alexander Cepeda  | Max Poole | Ineos Grenadiers |
| 4.ª etapa               | etapa de montaña        | Gregor Mühlberger  | Tao Geoghegan Hart    | Tao Geoghegan Hart | Alexander Cepeda  | Max Poole | Ineos Grenadiers |
| 5.ª etapa               | etapa de media montaña  | Simon Carr         | Tao Geoghegan Hart    | Tao Geoghegan Hart | Sergio Samitier   | Max Poole | Bora-Hansgrohe   |
| Clasificaciones finales | Clasificaciones finales |                    | Tao Geoghegan Hart    | Tao Geoghegan Hart | Sergio Samitier   | Max Poole | Bora-Hansgrohe   |

## Ciclistas participantes y posiciones finales
Convenciones:
- AB-N: Abandono en la etapa "N"
- FLT-N: Retiro por arribo fuera del límite de tiempo en la etapa "N"
- NTS-N: No tomó la salida para la etapa "N"
- DES-N: Descalificado o expulsado en la etapa "N"

## UCI World Ranking
El Tour de los Alpes otorgó puntos para el UCI World Ranking para corredores de los equipos en las categorías UCI WorldTeam, UCI ProTeam y Continental. Las siguientes tablas son el baremo de puntuación y los diez corredores que obtuvieron más puntos:
| Posición              | 1.º | 2.º | 3.º | 4.º | 5.º | 6.º | 7.º | 8.º | 9.º | 10.º | 11.º | 12.º | 13.º | 14.º | 15.º | 16.º-30.º | 31.º-40.º |
| Clasificación general | 200 | 150 | 125 | 100 | 85  | 70  | 60  | 50  | 40  | 35   | 30   | 25   | 20   | 15   | 10   | 5         | 3         |
| Por etapa             | 20  | 15  | 10  | 5   | 3   |     |     |     |     |      |      |      |      |      |      |           |           |
| Líder                 | 5   |     |     |     |     |     |     |     |     |      |      |      |      |      |      |           |           |

| Clasificación |                    |                       |         |       |       |       |
| Posición      | Ciclista           | Equipo                | General | Etapa | Líder | Total |
| ------------- | ------------------ | --------------------- | ------- | ----- | ----- | ----- |
| 1.º           | Tao Geoghegan Hart | INEOS Grenadiers      | 200     | 45    | 20    | 265   |
| 2.º           | Hugh Carthy        | EF Education-EasyPost | 150     | 10    | -     | 160   |
| 3.º           | Jack Haig          | Bahrain Victorious    | 125     | 18    | -     | 143   |
| 4.º           | Alexander Cepeda   | EF Education-EasyPost | 100     | 10    | -     | 110   |
| 5.º           | Lennard Kämna      | Bora-Hansgrohe        | 70      | 20    | -     | 90    |
| 6.º           | Lorenzo Fortunato  | EOLO-KOMETA           | 85      | 3     | -     | 88    |
| 7.º           | Pavel Sivakov      | INEOS Grenadiers      | 60      | 5     | -     | 65    |
| 8.º           | Santiago Buitrago  | Bahrain Victorious    | 50      | 10    | -     | 60    |
| 9.º           | Felix Gall         | AG2R Citroën          | 40      | 15    | -     | 55    |
| 10.º          | Torstein Træen     | Uno-X                 | 35      | 15    | -     | 50    |